# Parlamentswahl in Nauru 2003
Die Parlamentswahl in Nauru 2003 fand am 3. Mai 2003 statt. 

## Ergebnis
Sie wurden aufgrund des plötzlichen Todes des damals amtierenden Präsidenten Bernard Dowiyogo vorgezogen. 3 der 18 Parlamentssitze gingen an die Naoero-Amo-Partei, die restlichen 15 Gewählten waren parteilos. Für die Präsidentschaftswahl gab es drei Kandidaten: Ludwig Scotty, Kinza Clodumar und Derog Gioura, der Interimspräsident. Nach dem ersten Wahlgang hatte jeder Kandidat sechs Stimmen, was zu einem dreiwöchigen politischen Stillstand führte. Erst als am 20. Mai Derog Gioura nach einem Herzinfarkt ausschied, konnte Ludwig Scotty im zweiten Wahlgang mit 9 zu 7 Stimmen gegen Kinza Clodumar die Wahl für sich entscheiden.